# Christian Friedrich Claude du Plat
Christian Friedrich Claude (Glode) du Plat (* 11. Dezember 1770 in Aumund bei Lesum; † 28. August 1841 in Kopenhagen) war ein königlich dänischer Generalmajor, Kommandeur des Landes-Kadettenkorps und Kammerherr.

## Leben
Er entstammte dem französischen Adelsgeschlecht du Plat, dessen erster Vertreter in Deutschland Pierre Joseph du Plat (1657–1709) war, Stammvater der hannoverschen Linie. Nachkommen dieser deutschen Linie traten später in königlich dänische und britische Dienste.
Plat war ein Urenkel von Pierre Joseph du Plat und der Sohn des kurhannoverschen Kartografen und Oberdeichgrafen Peter Joseph du Plat (1728–1782) und der Anna Dorothea Feind(t) (1738–1811) aus Jork. Seine Geschwister waren Peter Joseph (1761–1824), königlich hannoverscher Generalmajor, Ernst Friedrich (1767–1796), gefallen als Leutnant im kurhannoverschen Grenadier-Bataillon, Johann Heinrich (1769–1852), königlich dänischer Generalmajor und Kartograf, sowie Anna Dorothea Helena (1773–??) und Bernhardine Antoinette du Plat (1774–??). Plat wurde fünf Tage nach seiner Geburt am 16. Dezember in der Kirche St. Martini von Lesum getauft.
Seine ersten militärischen Erfahrungen machte Plat als Kadett an der Artillerie-Schule unter Gerhard von Scharnhorst. Plat kam 1789 zusammen mit seinem älteren Bruder Johann Heinrich Christian du Plat nach Dänemark und begann seine militärische Laufbahn als Stykjunker in einem Artillerie-Regiment. Am 23. Oktober 1789 wurde er zum Sekondeleutnant befördert. Eine Woche später, am 30. Oktober, erhielt er gemeinsam mit seinem Bruder die dänische Staatsbürgerschaft. Drei Jahre war er Lehrer an einer Artillerie-Schule. Am 23. August 1795 wurde er zum Premierleutnant befördert. Am 18. April 1800 wurde er Assistent des Generalquartiermeisters. 1801 wurde er Adjutant von Kronprinz Frederik VL.
Im Jahr 1805 wurde er als Kapitän zum Generalquartiermeister-Leutnant im Herzogtum Holstein ernannt mit Sitz in Kiel und 1806 mit einer Mission nach Deutschland gesandt. Als Major war er Oberquartiermeister im Generalstab. Im Krieg von 1807 war du Plat – inzwischen ein Vertrauter von König Friedrich VI. – von Kiel aus für den Feldpostdienst, im Jahr 1811 für die Kontrolle der gesamten Korrespondenz von Herzog Friedrich Christian II. von und nach Schloss Augustenburg verantwortlich.
In den Jahren 1810 bis 1831 war er – wohl als Nachfolger seines älteren Bruders – Kommandeur der Landes-Kadettenanstalt in Kopenhagen. Im Jahr 1812 wurde er zum Oberstleutnant befördert, 1817 zum Oberst und im selben Jahr zum Kammerherrn ernannt. Ab 1831 war er Kommandant des Kastells von Kopenhagen. 1838 wurde er schließlich Generalmajor.
Begraben wurde er auf dem Kopenhagener Garnisonsfriedhof am 2. September 1841.
Er heiratete 1795 Christine Schiøtt (Schott) (* 1777; † 31. März 1842), die Tochter des königlich dänischen Kammerrates Siegfried Schiøtt und der Dorothea Mandix.

## Orden und Ehrenzeichen
- 1826: Kommandeur des Dannebrogordens